# E14

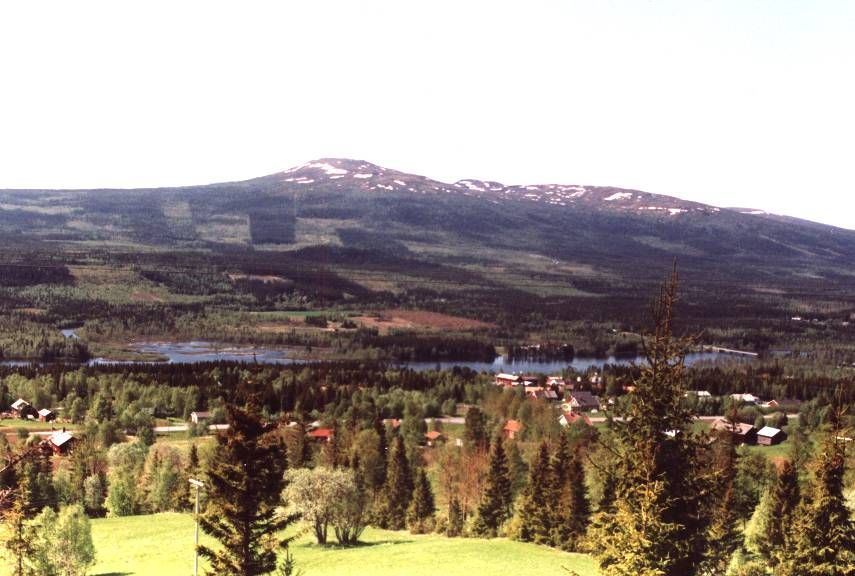
Undersåker mellan Järpen och Åre. E14 passerar i förgrunden.

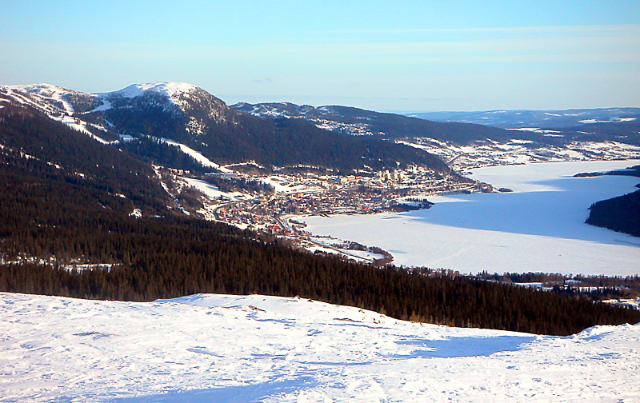
Åre och Åresjön. E14 passerar till vänster i utkanten av samhället.

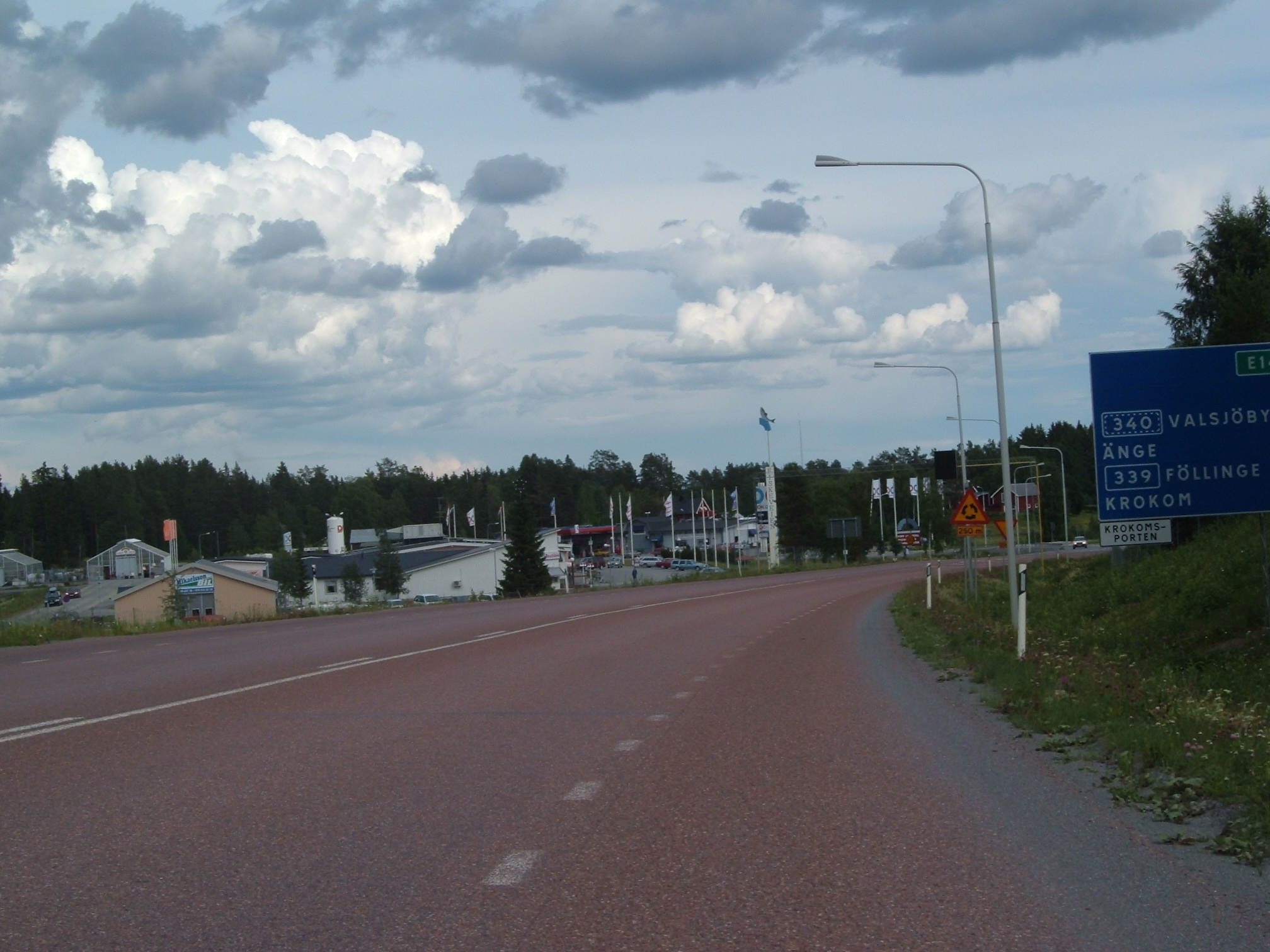
E14 passerar Krokomsporten handelsplats vid Krokom.

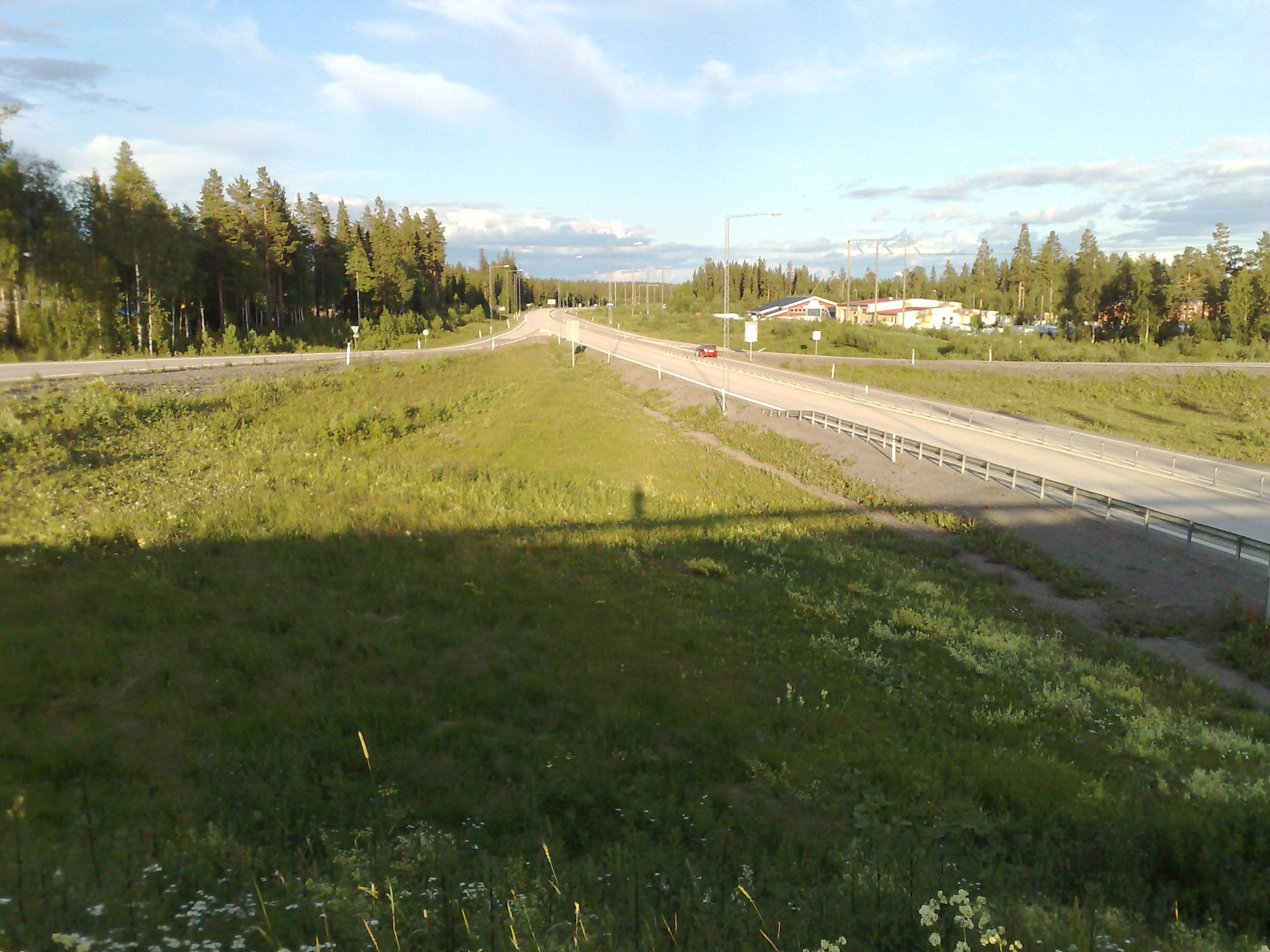
E14 vid avfart Torvalla utanför Östersund.

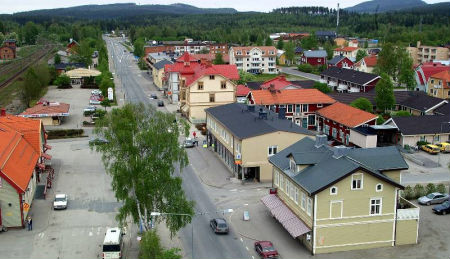
E14 går genom Bräcke.

E14 eller Europaväg 14 är en europaväg som börjar i Trondheim i Trøndelag fylke i Norge och slutar i korsningen med E4 i Sundsvall i Västernorrlands län i Sverige. Vägen är 449 km lång, varav 350 km i Sverige. 

## Sträckning
- Trondheim: Gemensam sträcka med E6
- Stjørdal: i rondellen E6/E14, E14 mot Sundsvall
- Hegra: Fv 752
- Meråker
- Kopperå
- riksgränsen
- Storlien
- Duved: Lv 322
- Åre
- Järpen: Lv 336
- Mörsil: Lv 666
- Mörsil: Lv 321
- Krokom: Lv 339, Lv 340 och Lv 615
- Östersund: E45 mot Karesuando och Rv 87, gemensam sträcka med E45
- Brunflo: E45 mot Göteborg
- Bräcke: Lv 323
- Ånge: Rv 83
- Ljungaverk
- Fränsta
- Torpshammar
- Viskan
- Stöde
- Nedansjö
- Matfors
- Sundsvall: E4 och Rv 86

UNECE har fastställt att E14 går sträckan ända från Trondheim via Stjørdal – Storlien – Östersund till Sundsvall. Tidigare skyltades vägen från Stjørdal, men allt eftersom skyltar byts ut skyltas nu vägen från Trondheim. 
E14 och järnvägen mellan Sundsvall och Hell följer mestadels samma sträckning hela vägen.

## Vägstandard

### Vägstandard i Norge
Mellan Trondheim och Stjørdal finns en sträcka med motortrafikled och med flera tunnlar, den längsta på 3,9 km. Denna sträcka skyltas endast som E6. I övrigt är vägstandarden låg och landsväg hela från Stjørdal i Norge till riksgränsen.

### Vägstandard i Sverige
E14 på svenska sidan är i huvudsak landsväg, men går genom flera tätorter där hastighetsgränsen är satt till 40-60 km/h. Förbi Östersund liknar vägen en motortrafikled, men är inte skyltad som det. Den är där 2+1-väg/2+2-väg med högsta hastighet satt till 100 km/h.
Väster om Sundsvall mellan Davidstad och Blåberget är det 5 km 2+2-väg som är motortrafikled skyltad 100km/h.
| Delsträcka                        | Delsträcka                        | Avstånd  | Hastighet | Vägstandard                                                                                             |
| --------------------------------- | --------------------------------- | -------- | --------- | --- |
| Riksgränsen                       | Tullklareringsexpedition Storlien | 3 km     |           | Landsväg 80 km/h.                                                                                       |
| Tullklareringsexpedition Storlien | Tullklareringsexpedition Storlien | ca 700 m |           | 30 km/h förbi Tullklareringsexpeditionen, 60 km/h ca 200 meter före och efter.                          |
| Tullklareringsexpedition Storlien | Hägra                             | 141 km   |           | Landsväg 80-90 km/h. 60 och 70 km/h vid ett antal vägkorsningar.                                        |
| Hägra                             | Optand                            | 31 km    |           | 2+1-väg/2+2-väg 100 km/h. 80 km/h vid Trafikplats Odenskog. 70 km/h vid Tängtorpet, Sörbyn samt Grytan. |
| Optand                            | Brunflo                           | 3 km     |           | Landsväg 80 km/h.                                                                                       |
| Brunflo                           | Brunflo                           | 3 km     |           | Tätortsväg 40 km/h. 60 km/h strax före och efter 40-sträckan.                                           |
| Brunflo                           | Pilgrimstad                       | 16 km    |           | Landsväg 80 km/h. 60 km/h vid Linehäll/Österböle                                                        |
| Pilgrimstad                       | Pilgrimstad                       | 1 km     |           | Tätortsväg 50 km/h.                                                                                     |
| Pilgrimstad                       | Bräcke                            | 34 km    |           | Landsväg 80-100 km/h.                                                                                   |
| Bräcke                            | Bräcke                            | 2 km     |           | Tätortsväg 40 och 60 km/h.                                                                              |
| Bräcke                            | Fränsta                           | 49 km    |           | Landsväg 100 km/h. 80 km/h startsträcka efter Bräcke, och vid Borgsjöbyn                                |
| Fränsta                           | Fränsta                           | 4 km     |           | Landsväg 70 och 90 km/h.                                                                                |
| Fränsta                           | Stöde                             | 21 km    |           | Landsväg 100 km/h. 80 km/h vid infarten till Torpshammar                                                |
| Stöde                             | Stöde                             | 2 km     |           | Tätortsväg. 50 km/h genom Stöde.                                                                        |
| Stöde                             | Västerlo                          | 3 km     |           | Landsväg 80 km/h.                                                                                       |
| Västerlo                          | Blåberget                         | 28 km    |           | Landsväg 100 km/h. 80 km/h vid Nedansjö. 70 km/h vid Hällsjö.                                           |
| Blåberget                         | Davidstad                         | 5 km     |           | Motortrafikled (2+2)                                                                                    |
| Davidstad                         | E4 Trafikplats Skönsmon           | 6 km     |           | Stadsgata genom Sundsvall 50 km/h.                                                                      |

## Trafikplatser och korsningar
| Lista över trafikplatser längs E14 Redigera | Lista över trafikplatser längs E14 Redigera | Lista över trafikplatser längs E14 Redigera | Lista över trafikplatser längs E14 Redigera                                                            |
|                                             | Nr                                          | Namn                                        | Skyltning                                                                                              |
| ------------------------------------------- | ------------------------------------------- | ------------------------------------------- | --- |
| Landsväg Stjørdal-Hägra                     |                                             |                                             | |
|                                             |                                             | Stjørdal                                    | E 6 Trondheim, Værnes, Tangen, Narvik                                                                  |
|                                             |                                             | Hegra                                       | 752 Skjelstadmark                                                                                      |
|                                             |                                             | Meråker                                     | 751 Kopperå                                                                                            |
|                                             |                                             | Riksgräns vid Storlien                      | Norge–Sverige                                                                                          |
|                                             |                                             | Storlien                                    | Storlien                                                                                               |
|                                             |                                             | Enafors                                     | Enafors station, Storulvån, Handöl                                                                     |
|                                             |                                             | Staa                                        | 322 Sandvika, Skalstugan, Tännforsen                                                                   |
|                                             |                                             | Åretunneln                                  | 135 m                                                                                                  |
|                                             |                                             | Frönäset                                    | Åre strand, Åre gamla kyrka                                                                            |
|                                             |                                             | Vik                                         | Björnänge                                                                                              |
|                                             |                                             | Åre/Björnänge                               | |
|                                             |                                             | Undersåker                                  | Vålådalen, Undersåker                                                                                  |
|                                             |                                             | Bro över Järpströmmen                       | cirka 300 m (63°20′39″N 13°27′14″Ö / 63.344275°N 13.453832°Ö)                                          |
|                                             |                                             | Järpen                                      | 336 Kallsedet, Huså, Kall                                                                              |
|                                             |                                             | Mörsil                                      | Sällsjö, Ocke, Alsen                                                                                   |
|                                             |                                             | Mattmar                                     | |
|                                             |                                             | Mattmar                                     | 321 Mora, Svenstavik, Hallen                                                                           |
|                                             |                                             | Trångsviken                                 | Alsen, Rönningsberg, Trångsviken                                                                       |
|                                             |                                             | Ytterån                                     | Frösön, Rödön                                                                                          |
|                                             |                                             |                                             | Nälden, Vaplan                                                                                         |
|                                             |                                             | Kingsta                                     | Alsen, Nälden                                                                                          |
|                                             |                                             | Kingsta                                     | Näskott kyrka, Rödön, Tullus                                                                           |
|                                             |                                             | Krokom                                      | Rödön, Frösön; 339 Föllinge; 340 Valsjöbyn, Änge                                                       |
|                                             |                                             | Krokom                                      | |
|                                             |                                             | Bro över Indalsälven                        | cirka 200 m (63°19′00″N 14°27′14″Ö / 63.316537°N 14.453888°Ö)                                          |
| Landsväg 2+1-väg Hägra-Optand               |                                             |                                             | |
|                                             |                                             | Hägra                                       | Hissmofors, Krokom, Hägra , Dvärsätt, Rödön                                                            |
|                                             |                                             | Trafikplats Lugnvik Norra                   | Östersund, Frösön, Lugnvik, Ås                                                                         |
|                                             | -                                           | Trafikplats Lugnvik Södra                   | Lugnvik, Kännåsen                                                                                      |
|                                             | -                                           | Trafikplats Rannåsen                        | E 45 Arvidsjaur, Strömsund, Östersund                                                                  |
|                                             | -                                           | Trafikplats Odenskog                        | Planskild cirkulationsplats, Frösön, Östersund, Odenskog; 87 Sollefteå                                 |
|                                             | -                                           | Trafikplats Torvalla                        | Torvalla                                                                                               |
|                                             |                                             | Optand                                      | Ope |
| Landsväg Optand-Blåberget                   |                                             |                                             | |
|                                             |                                             |                                             | Rissna                                                                                                 |
|                                             | -                                           | Trafikplats Brunflo                         | E 45 Mora, Sveg                                                                                        |
|                                             |                                             | Pilgrimstad                                 | Revsund, Haga                                                                                          |
|                                             |                                             | Gällö                                       | Bodsjö, Revsund, Gällö                                                                                 |
|                                             |                                             | Stavre                                      | Ammerön                                                                                                |
|                                             |                                             | Gimån                                       | |
|                                             |                                             | Bräcke                                      | 323 Kälarne, Hammarstrand                                                                              |
|                                             |                                             | Bensjö                                      | Ö Stugusjö, Bensjö, Helvetesbrännans naturreservat                                                     |
|                                             |                                             | Granboda                                    | Bollnäs, Ånge                                                                                          |
|                                             |                                             | Tälje                                       | 83 Bollnäs, Ljusdal, Ånge                                                                              |
|                                             |                                             | Borgsjö                                     | Erikslund, Borgsjö kyrka, Jämtgavelns naturreservat                                                    |
|                                             |                                             |                                             | Ö, Callans trä                                                                                         |
|                                             |                                             |                                             | Åse, Marktjärn                                                                                         |
|                                             |                                             |                                             | Hussborg, Gullgård, Ljungaverk                                                                         |
|                                             |                                             |                                             | Hammar                                                                                                 |
|                                             |                                             |                                             | Fränsta, Marktjärn                                                                                     |
|                                             |                                             |                                             | Fränsta, Gissjö                                                                                        |
|                                             |                                             | Tirsta V                                    | Fränsta Ö, Ålsta folkhögskola                                                                          |
|                                             |                                             | Tirsta Ö                                    | Getterån                                                                                               |
|                                             |                                             | Torpshammar                                 | Torpshammar, Gimåfors, Nordanede                                                                       |
|                                             |                                             |                                             | Storboda                                                                                               |
|                                             |                                             |                                             | Viskan                                                                                                 |
|                                             |                                             | Huberget                                    | Nederede                                                                                               |
|                                             |                                             | Stöde                                       | 305 Hassela, Fanbyn                                                                                    |
|                                             |                                             | Kärvsta                                     | Storhullsjön                                                                                           |
|                                             |                                             |                                             | Nedansjö, Storhullsjön, Lillström                                                                      |
|                                             |                                             | Vattjom                                     | Kvissleby, Vattjom, Matfors                                                                            |
| Motortrafikled Blåberget-Davidstad          |                                             |                                             | |
|                                             |                                             | Blåberget                                   | Blåbergets avfallsanläggning                                                                           |
|                                             |                                             | Davidstad                                   | E 4 Haparanda, 86 Bispgården, Tunadalshamnen                                                           |
| Stadsgata Davidstad-Skönsmon                |                                             |                                             | |
|                                             |                                             | Nackstavägen                                | Bultgatan                                                                                              |
|                                             |                                             | Oscarsgatan                                 | Hassela, Sidsjö                                                                                        |
|                                             |                                             | Skolhusallén                                | Sundsvall C, Sjukhus; Södermalm                                                                        |
|                                             |                                             | Nybrogatan                                  | Södra stadsberget                                                                                      |
|                                             |                                             | Parkgatan                                   | Sundsvall C, Härnösand                                                                                 |
|                                             |                                             | Fridhemsgatan                               | Skönsmon                                                                                               |
|                                             |                                             | Landsvägsallén                              | Sundsvall C, Härnösand; Hudiksvall, Kubikenborg; Trondheim, Bispgården                                 |
|                                             |                                             | Skönsmon                                    | Planskild cirkulationsplats, Sundsvall C, Härnösand; Hudiksvall, Kubikenborg; E 4 Stockholm, Haparanda |

E14 korsar i Sverige följande järnvägar:
- Ostkustbanan, 1 gång, planskilt
- Mittbanan, 6 gånger, alla planskilda.
- ett industrispår till Mittbanan, 1 gång i plan.
- Inlandsbanan, 1 gång, planskilt.
- Stambanan genom övre Norrland, 1 gång, planskilt.

I Norge korsas Meråkerbanen och Nordlandsbanen, 1 gång var, planskilt.

## Planer
- Förbifart Brunflo, mellan Lockne och Optand. Projektet kom ej med i nationell plan 2018-2029 och finansiering saknas därför.[3]

- Sträckan Pilgrimstad–Brunflo ska byggas om. Det var beslutat att göras 2010, men har skjutits upp utan ny tidsplan.
- Även en längre tunnel genom Åre, minst 700 meter lång, finns med i planeringen.[4] Har skjutits upp utan tidsplan.

Till följd av att Trafikverket har rivit upp avtal med Sundsvalls kommun för att kunna inför broavgift för all trafik över Sundsvallsbron har man under omförhandlingar kommit överens om andra infrastruktursatsningar, bland annat:
- E14 fyrfilig väg sträckan Nacksta – Blåberget-Stöde. Byggstart Nacksta-Blåberget: 2018. Delen Blåberget-Stöde saknar för närvarande finansiering.[6]

### Genomfart utanför Sundsvall
Som del i Projekt E4-Sundsvall har det funnits planer på att E14 genom stadsdelen Östermalm i  Sundsvall skulle flyttas från Björneborgsgatan (norr om järnvägen) till Landsvägsallén (gamla E4:an) och Parkgatan. Planerna har skrinlagts, men Björneborgsgatan har ändå byggts om från att ha karaktär av genomfartsgata och till att bli mer "stadsmässig".
Istället finns planer på att E14 i framtiden kan gå i en nordlig eller sydlig dragning runt Sundsvall. Genomfart med farligt gods genom centrala Sundsvall förbjöds 1 oktober 2017.

## Historik

### Nummerhistoria
Europavägen mellan Sundsvall och Trondheim fick sitt nuvarande namn vid den svensk-norska revideringen av europavägsnumreringen 1992. Den tidigare beteckningen på vägen var E75, från 1962 då europavägar infördes i Sverige.
Nuvarande E14 mellan svensk-norska gränsen och Sundsvall utgjorde, som ett rent sammanträffande, riksväg 14 mellan 1945 och 1962 (slutade dock i Duved fram till 1958). Riksvägen från Stjørdalshalsen i Norge till gränsen hade beteckningen RV710 tills europavägar infördes i Norge 1965.

#### Gamla E14
E14 var före 1985 numret på vägen Trieste–Salzburg–Prag–Szczecin–Ystad–Malmö. Numret behölls i Sverige till 1992.

### Bygghistoria
Vägen Sundsvall–Stjørdal har förbättrats och byggts om efter hand. Sträckan från Kopperå i Meråkers kommun i Norge till Duved i Sverige öppnades 1958. Den ersatte dåvarande Skalstuguvägen, länsväg 322 i Sverige och numera fylkesväg 72 i Norge, som hade använts som huvudväg innan. På så vis fick Storlien anslutning till vägnätet, tidigare hade man endast kunnat nå orten med järnväg. Mellan Enafors och Duved fanns innan dess en småväg, delvis privat, åtminstone år 1900. Den var troligen från 1880-talets järnvägsbygge.[källa behövs]
Åren 1963–1965 byggdes en ny väg förbi Duved och Åre. En kort tunnel förbi Åre invigdes 2005. Den byggdes genom att täcka över vägen med tak och var mest till för att bredda skidbacken där Alpina VM 2007 ägde rum och den förbättrade inte vägen. Vägen Åre-Mörsil fanns kring 1900 och dagens väg går nästan hela vägen i dess sträckning. Huvudvägen Mörsil–Krokom gick från 1900-talets första årtionde och fram till 1973 genom Nälden, Valne, Alsen och Bleckåsen norr om Alsensjön. Vägen Krokom–Östersund var år 1900 mycket krokig och var baserad på urgamla lokalvägar. Den nybyggdes under 1900-talets första halva och igen i slutet av 1900-talet, då med en ny sträckning utanför Ås.
I två delsträckor, 1985 och 1995, invigdes en ny förbifart förbi Östersund, en motortrafikled som ersatte den gamla sträckningen som gick rakt igenom stadens centrum.
Vägen har funnits mycket långt tillbaka (före 1958 via Verdal). Den kristne fördrivne kungen av Norge Olav Haraldsson färdades år 1030 mellan Bottenviken nära dagens Sundsvall till Stiklestad norr om Trondheim (nära den gamla vägens västra ände). Där stupade han och hyllades senare som Norges skyddshelgon Olav den helige. Många pilgrimer har under medeltiden färdats denna pilgrimsled till Trondheim. Längs vägen ligger flera platser som minner om dessa vandringar såsom orten Pilgrimstad.